# Rodrigo Correa Palacio
Rodrigo Correa Palacio (Sonsón, Antioquia, 14 de junio de 1923- Medellín, Antioquia, 21 de enero de 1996) fue un periodista y declamador colombiano.

## Biografía
Fue hijo de Félix Antonio Correa Arango y Esther Palacio Mejía. Se casó con Miryam Vélez Trujillo el 19 de marzo de 1948; matrimonio del cual tuvo cinco hijos (Ricardo, Magaly, Héctor Rodrigo, Cristian y Octavio Augusto).
Cursó la primaria en la Escuela Antonio José de Sucre (Sonsón) y la secundaria en el Colegio de Sonsón. Desde muy joven se inició en la investigación y promoción del folklore colombiano (especialmente el antioqueño) y la poesía.
Sus inicios en la radiodifusión fueron en su tierra natal, en la emisora Ecos del Capiro, en 1941. Poco tiempo después ingresó a la Voz de Antioquia, en la cual se desempeñó como productor, director general y artístico, maestro de ceremonias y libretista. Estos mismos cargos los ejerció más tarde en Radio Libertad, Radio Cadena Nacional y Todelar.
En la década de 1960 fue presentador y animador en varios programas de la televisión colombiana. Tiempo después entró a formar parte del elenco artístico de RCN. A finales de esta década regresó a Medellín para formar parte del equipo de Todelar, donde desempeñó actividades relevantes como la transmisión del vuelo del Apolo 11 en 1969 desde el Cabo Cañaveral.
Promocionó el folklore paisa desde su programa "Arrieros Somos", decano de los programas de tradición folklórica, el cual fue emitido al aire por 50 años ininterrumpidamente. También fue declamador, con múltiples presentaciones nacionales e internacionales.
Llevó la poesía universal a más de 30 discos (LP), siendo artista de las casas disqueras como Sonolux, Codiscos y Discos de Suramérica. Al fallecer dejó cinco discos inéditos. En la década de 1980 ayudó a la Gobernación de Antioquia a promover la literatura en la Extensión cultural departamental. En su actividad literaria Colaboró en varios periódicos, entre sus obras podemos destacar los libros: "Arrieros somos", "Enjalmas y muleras" y "Carriel y ruana".
Fue asesor cultural para entidades gubernamentales y empresas privadas. Participó como miembro activo en varios centros de historia, y como jurado de los principales eventos folklóricos presentados en la región paisa. Su prolífico trabajo en los medios de comunicación fue premiado por diversas entidades del orden departamental y nacional.
A la edad de 72 años, falleció en la ciudad de Medellín el 21 de enero de 1996.

## Galardones
A Correa Palacio le fue reconocida su labor con múltiples condecoraciones, entre las que destacan:
- Gran Arriero de Bronce Rodrigo Correa Palacio (Condecoración que lleva su nombre, perteneciente a Turantioquia).
- El Arriero de Oro.
- Comendador de honor de la Orden bizantina de Constantino El Grande.
- Estrella de Antioquia (Gobernación de Antioquia).
- Hacha Simbólica (Alcaldía de Medellín).
- Zipa de Oro.
- Mérito a las Comunicaciones (Ministerio de Comunicaciones).
- Mazorca de Oro, Guinche de Oro (Municipio de Sonsón).
- Medalla Pedro Justo Berrío (Ministerio de Educación).
- Medalla Camilo Torres.
- Medalla Porfirio Barba Jacob.
- Mención Especial (Municipio de Medellín, Secretaría de Educación).
- Orden Cámara de Comercio de 1996.

- Datos: Q6110656